# Jean-Baptiste Gabarra
Pour les articles homonymes, voir Gabarra.
Jean-Baptiste Gabarra, né le 6 février 1842 à Pontonx-sur-l'Adour et mort le 3 juin 1925 à Capbreton, est un religieux catholique et historien local français.

## Biographie

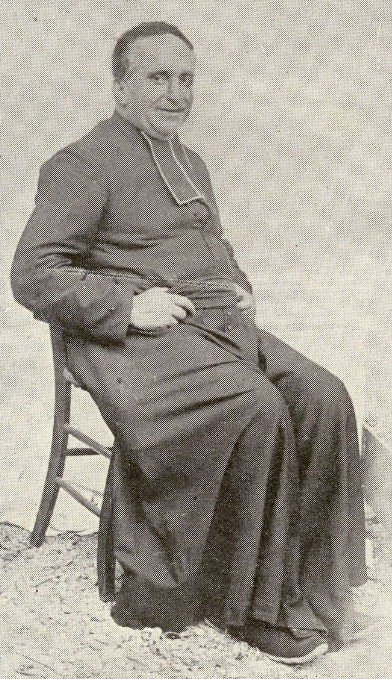
Photographie de Jean-Baptiste Gabarra dans la Galerie des Landais de Gabriel Cabannes.

Jean-Baptiste Gabarra naît le 6 février 1842 à Pontonx-sur-l'Adour. Il est ordonné prêtre en 1866, et est nommé vicaire à Sabres auprès de l’abbé Jean-Félix Pédegert, qui devient son mentor et à qui il consacre une importante biographie. En 1874, il est nommé curé à Capbreton. Il mène de nombreuses recherches dans les archives départementales des Landes, les archives nationales de France, dans les fonds de la bibliothèque nationale de France ou dans les archives ministérielles. Il est membre de la Société de Borda, collabore à son bulletin et fait partie du comité local de sauvetage aux naufragés à partir de 1899. À sa mort le 3 juin 1925 (à 83 ans) à Capbreton, il lègue ses collections à Vincent Foix.  

## Publications
- Quelques mots sur Capbreton et son ancien port, Dax, Justère, 1882, 35 p. (présentation en ligne)
- Expulsion des sœurs de Cap-Breton, Dax, Justère, 1882, 44 p. (présentation en ligne, lire en ligne)
- Une alerte à Capbreton en 1587, Dax, Justère, 1883, 98 p. (présentation en ligne)
- Notre-Dame de Pitié et les marins de Cap-Breton, Bayonne, Lamaignère, 1887, 127 p. (présentation en ligne)
- Un Evêque de Dax, François de Noailles, Dax, Labèque, 1888, 68 p. (présentation en ligne, lire en ligne)
- Les vers gascons de l’abbé Pédegert, Bordeaux, Bourdéou, 1892, 130 p. (présentation en ligne, lire en ligne)
- Vie de l'abbé Pédegert, un curé des Landes, Dax, Pouyfaucon, 1905, 496 p. (présentation en ligne, lire en ligne)
- L'ancien port de Capbreton, Dax, imprimerie moderne, 1911, 55 p. (présentation en ligne)
- Anciens marins de Capbreton, Toulouse, Cressé, 1922, 103 p. (présentation en ligne)